# Louis Persinger
Pour les articles homonymes, voir Persinger.
Louis Persinger, né le 11 février 1887 à Rochester (Illinois) et mort 31 décembre 1966 à New York, est un violoniste et pianiste américain.
Louis Persinger a commencé ses études dans le Colorado, les a poursuivies au Conservatoire de Leipzig avec Hans Becker, avant de finir avec Eugène Ysaÿe à Bruxelles, et avec Jacques Thibaud en France pendant deux étés. Il est devenu premier violon de l'orchestre du Théâtre royal de la Monnaie de Bruxelles (1908) et de l'Orchestre philharmonique de Berlin (1914-1915). En 1915, il est devenu premier violon et chef assistant de l'Orchestre symphonique de San Francisco. Il a succédé à Leopold Auer en 1930 à la Juilliard School, à New York.
Il est surtout connu comme le professeur des grands violonistes Yehudi Menuhin, Ruggiero Ricci, Isaac Stern, Camilla Wicks, Almita Vamos, Fredell Lack, Guila Bustabo, Arnold Eidus, Donald Erickson, Zvi Zeitlin, Sonya Monosoff, Leonard Posner et Louise Behrend. Il était aussi le pianiste accompagnateur de Ricci lors de nombreux récitals et enregistrements.